# Трубецький Сергій Петрович
Сергі́й Петро́вич Трубецьки́й (29 серпня 1790 — 22 листопада 1860) — князь, декабрист, полковник, учасник французько-російської війни 1812 року. Мемуарист.

## Біографія
Батько — князь Трубецький Петро Сергійович (14.07.1760 — 19.02.1817). Мати — Трубецька Дарія Олександрівна (†1796), Грузинська княгиня. Виховувся вдома, з 1806 року слухав лекції у Московському університеті.
1808 — вступив до підпрапорщиком до лейбгвардії Семенівського полку. 1810 — прапорщик. 1812 — підпоручник.
Брав участь у битвах при Бородіно, під Малоярославцем, Тарутине. Учасник закордонних походів руської армії 1813 — 1814 років. Поранений під Лейпцигом. 1813 — поручник. 1815 — призначений полковим скарбничим. 1816 — штабс-капітан. 1819 — капітан, призначений старшим ад'ютантом Головного штабу. 1822 — полковник, призначений черговим штаб-офіцером в 4 піхотний корпус (Київ).
Масон, член Ложі Трьох чеснот, до 1819 року — майстер цієї ложі. Член таємних декабристських організацій Союзу спасіння, Союзу благоденства (голова Корінної ради). Один із керівників Північного товариства. Співавтор « Маніфесту до руського народу». Під час підготовки повстання був обраний його диктатором. 14.12.1825 року на Сенатську площу не з'явився і в повстанні участі не брав.
Заарештований у ніч на 15 грудня 1825 року, приміщений до Олексіївського равеліну Петропавлівської фортеці. Засуджений по 1 розряду і по конфірмації 10 липня 1826 року — до каторжних робіт довічно. До Сибіру відправлений в кайданах. Прибув у Благодатний рудник 25 жовтня 1826 року, 10 вересня 1827 — відправлений до Читинського острогу, у вересні 1830 року прибув у Петровський завод У 1832 році строк каторги скорочено до 15 років, 1835 — до 13. В 1839 року переведений на поселення в с. Ойок Іркутської губернії.
У Петровському заводі Трубецький розпочав вивчати грецьку мову, з 1832 року систематично здійснював метеорологічні спостереження і продовжував їх понад 20 років. У його записах аналізуються особливості природних явищ Східного Сибіру. Знаходячись на поселенні зайнявся сільським господарством: садівництвом і городництвом, вирощував навіть кукурудзу. Свій досвід в городництві розповсюджував серед місцевих селян. В 1854 року він і Поджіо Олександр Вікторович заснували на партнерських засадах золотопромислову компанію. Розпочали розробку копалень в Манзурської волості Іркутської губернії, але невдало і у зв'язку зі збитками компанія була ліквідована.
За амністією 26 серпня 1856 року повернені права дворянства, але без князівського титулу, він був дарований дітям особливим указом від 30 серпня 1856 року. Повернувся до Європейської частини Росії, мешкав у Москві з 1859 року.
Ще у Петровському заводі розпочав писати спогади. Помер у Москві, похований на кладовищі Новодівочого монастиря. Дружина — Трубецька Катерина Іванівна, послідувала за чоловіком до Сибіру.

## Нагороди
- Орден святої Анни 4 ступеня.
- Орден святого Володимира 4 ступеня з бантом.
- Прусський орден За заслуги
- Кульмський хрест.